# Astra 400
La Astra 400 fue una pistola producida por la empresa española Astra, Unceta y Cía, y diseñada por Pedro Careaga Garagarza como un reemplazo para la pistola Campo Giro, que también empleaba el cartucho 9 mm Largo. Fue el arma auxiliar estándar del Ejército Español durante la guerra civil española y también fue empleada por las fuerzas armadas alemanas durante la Segunda Guerra Mundial.
Esta pistola fue producida en masa y hoy aún existen numerosos ejemplares. La Armada Española, junto a la Luftwaffe y la Armada de Chile principalmente utilizaron la variante más pequeña Astra 300, mientras que a pedido de la Wehrmacht se modificó a la Astra 400 en la Astra 600 para poder soportar mejor el cartucho 9 x 19 mm Parabellum. La Astra 400 es considerada una pistola pesada para poder controlar la potencia del cartucho 9 x 23 Largo en un mecanismo accionado por retroceso. Tiene una corredera reforzada y un muelle recuperador fuerte.

## Historia
El Ministerio de Guerra durante el reinado de Alfonso XIII empezó en 1919 a llevar a cabo pruebas para reemplazar a la pistola Campo Giro como arma auxiliar militar estándar. La Astra 400 que empleaba el cartucho 9 x 23 Largo, patentada por Pedro Careaga, fue seleccionada para el Ejército español en agosto de 1921, además de ser adoptada por otras ramas de las Fuerzas Armadas españolas. Las pistolas Astra fueron suministradas a las Fuerzas Armadas de la Segunda República Española y a las del gobierno del País Vasco, que controlaban la fábrica hasta el bombardeo de Guernica en abril de 1937. Estas pistolas también fueron producidas por las tropas del bando sublevado, mientras que las fuerzas del bando republicano fabricaron aproximadamente unas 3.000 copias en Tarrasa, con el marcaje F. Ascaso y 15.000 en Alginet (Valencia), con el marcaje RE, de República Española. La producción de la Astra 400 después de la Guerra Civil fue destinada a las tropas del Ejército, excepto aquellas con números de serie comprendidos entre 92851 y 98850, que fueron exportadas a Alemania. Astra continuó produciendo esta pistola hasta 1950, a pesar de que en 1946 el Ejército Español adoptó la Star Modelo A como arma auxiliar estándar. Entre 1956 y 1965, las Astra 400 de los arsenales del ejército fueron vendidas a comerciantes civiles de armas al por mayor. En total se produjeron unas 106.175 pistolas.

## Mecanismo
La Astra 400 es pesada en comparación a varias pistolas contemporáneas en servicio en aquel entonces, como la Tokarev TT-33, aunque es similar en peso y longitud a la Colt M1911. Fue diseñada para dispararse con seguridad, ya que era accionada por retroceso y no tenía mecanismos de acerrojado. Esto solamente era posible con una corredera pesada y un fuerte muelle recuperador. Estaba equipada con un martillo interno, considerado muy difícil de amartillar. Además tenía cachas cuadrilladas y un seguro situado detrás del guardamonte. El diseño original empleaba el cartucho 9 x 23 Largo, pero las variantes posteriores empleaban distintos cartuchos para adaptarse a diferentes necesidades militares.

## Variantes
Astra produjo algunas variantes experimentales de la 400 que empleaban los cartuchos 7,63 x 25 Mauser, 7,65 x 17 Browning y 7,65 x 21 Parabellum. Como el cartucho 9 x 23 Largo no era común fuera de España, otros cartuchos de 9 mm tales como el 9 x 19 Parabellum y el 9 x 17 Corto podrían ser cargados, disparados y eyectados sin inconveniente. Esta capacidad era cuestionable donde los cartuchos 9 x 23 Largo estaban disponibles, ya que las pruebas cronográficas mostraban velocidades de boca considerablemente más altas para el 9 x 23 Largo respecto al 9 x 19 Parabellum y al 9 x 17 Corto. El cartucho 9 x 23 Steyr tiene unas dimensiones más parecidas al 9 x 23 Largo que el 9 x 19 Parabellum y el 9 x 17 Corto, además de un mejor desempeño.
La Astra 600, una versión ligeramente más corta y liviana de la Astra 400 que emplea el cartucho 9 x 19 Parabellum, fue posteriormente desarrollada para exportación, principalmente a Alemania. Una variante todavía más pequeña para ventas nacionales y exportación, la Astra 300, era ofertada para el 7,65 x 17 Browning y el 9 x 17 Corto. Hacia fines de 1947, se habían fabricado 171.300 unidades que principalmente fueron suministradas a las fuerzas de seguridad de la Armada Española y a la Luftwaffe.

## Usuarios
- Segunda República Española
- Bando sublevado y Estado Español posterior[5]
- Alemania nazi: Fueron vendidos varios centenares de estas pistolas a la Alemania nazi durante la Segunda Guerra Mundial.[1]
- Argelia: Astra Modelo 300 y Modelo 400.[7]
- Chile[2]
- Finlandia: La Guardia Civil finlandesa empleó la Astra Modelo 300 durante la Segunda Guerra Mundial.[8]
- Francia[4]
- Uruguay: Fue utilizada por la Policía (Guardia Metropolitana) desde mediados de la década  de 1930 hasta inicios de la década de 1990.[9]

### Listas relacionadas
- Anexo:Materiales históricos del Ejército de Tierra de España desde la posguerra